# 約翰遜鎮區 (密蘇里州瑪麗縣)
約翰遜鎮區（英語：Johnson Township）是位於美國密蘇里州瑪麗縣的一個行政鎮區。

## 地方資料
約翰遜鎮區的面積為169.78平方千米，當中陸地面積為169.14平方千米，而水域面積為0.64平方千米。根據2020年美國人口普查的數據，當地共有人口1248人，而人口密度為每平方千米7.35人。